# Lista de prefeitos de Araruama
Esta é a lista de prefeitos do município de Araruama, estado brasileiro de Rio de Janeiro.
| Nº | Nome                                                                                | Imagem | Partido               | Início do mandato       | Fim do mandato          | Observações                  |
| 1  | Plácido Vieira Marchon                                                              |        | PRF                   | 18 de fevereiro de 1924 | 18 de fevereiro de 1924 | Intendente (não tomou posse) |
| 2  | Joaquim de Carvalho Vasconcellos                                                    |        | PRF                   | 18 de fevereiro de 1924 | 03 de dezembro de 1927  | Intendente                   |
| -  | Francisco Libório da Silveira                                                       |        | PRF                   | 04 de dezembro de 1927  | 31 de dezembro de 1927  | Interino                     |
| 3  | Luiz Maria Lamas Rabello                                                            |        | PRF                   | 1° de janeiro de 1928   | 31 de dezembro de 1929  | Intendente                   |
| 4  | Plácido Vieira Marchon                                                              |        | PRF                   | 1° de janeiro de 1930   | 18 de novembro de 1930  | Intendente deposto           |
| 5  | Mário dos Santos Alves                                                              |        | AL                    | 19 de novembro de 1930  | 31 de dezembro de 1936  | Prefeito nomeado             |
| 6  | Antônio Joaquim Alves Branco                                                        |        | PDP                   | 1° de janeiro de 1937   | 14 de julho de 1945     | Prefeito nomeado             |
| 7  | Antônio José Cabral de Almeida                                                      |        |                       | 15 de julho de 1945     | 7 de agosto de 1946     | Prefeito nomeado             |
| 8  | João José do Couto Guimarães                                                        |        |                       | 8 de agosto de 1946     | 30 de janeiro de 1948   | Prefeito nomeado             |
| 9  | Renato de Vasconcellos Lessa                                                        |        |                       | 31 de janeiro de 1948   | 30 de janeiro de 1950   | Prefeito nomeado             |
| 10 | Graciano Torres Quintanilha                                                         |        |                       | 31 de janeiro de 1950   | 30 de janeiro de 1954   | Prefeito eleito              |
| 11 | João Joaquim de Carvalho Vasconcellos                                               |        |                       | 31 de janeiro de 1954   | 5 de novembro de 1958   | Prefeito eleito              |
| 12 | Antônio Raposo                                                                      |        |                       | 6 de novembro de 1958   | 30 de janeiro de 1959   | Vice-prefeito eleito         |
| 13 | Adherbal Azevedo Soares                                                             |        |                       | 31 de janeiro de 1959   | 30 de janeiro de 1963   | Prefeito eleito              |
| 14 | Mário Revelles Castanho                                                             |        |                       | 31 de janeiro de 1963   | 30 de janeiro de 1967   | Prefeito eleito              |
| 15 | Renato de Vasconcellos Lessa                                                        |        |                       | 31 de janeiro de 1967   | 30 de janeiro de 1971   | Prefeito eleito              |
| 16 | Armando da Silva Carvalho                                                           |        |                       | 31 de janeiro de 1971   | 30 de janeiro de 1973   | Prefeito eleito              |
| 17 | Afrânio Valladares                                                                  |        |                       | 31 de janeiro de 1973   | 31 de janeiro de 1977   | Prefeito eleito              |
| 18 | Altevir Barreto                                                                     |        |                       | 1° de fevereiro de 1977 | 31 de janeiro de 1983   | Prefeito eleito              |
| 19 | Renato de Vasconcellos Lessa                                                        |        |                       | 1° de fevereiro de 1983 | 31 de dezembro de 1988  | Prefeito eleito              |
| 20 | Altevir Barreto                                                                     |        |                       | 1º de janeiro de 1989   | 31 de dezembro de 1992  | Prefeito eleito              |
| 21 | Henrique Carlos Valladares                                                          |        | PDT                   | 1º de janeiro de 1993   | 31 de dezembro de 1996  | Prefeito eleito              |
| 22 | Vilmar José Dias de Oliveira, Meira                                                 |        | PRP                   | 1º de janeiro de 1997   | 31 de dezembro de 2000  | Prefeito eleito              |
| 23 | Francisco Carlos Fernandes Ribeiro, "Chiquinho do Atacadão" "Chiquinho da Educação" |        | PDT                   | 1º de janeiro de 2001   | 31 de dezembro de 2004  | Prefeito eleito              |
| 23 | Francisco Carlos Fernandes Ribeiro, "Chiquinho do Atacadão" "Chiquinho da Educação" | PPS    | 1º de janeiro de 2005 | 31 de dezembro de 2008  | Prefeito reeleito       |                              |
| 24 | André Luiz Mônica e Silva                                                           |        | PMDB                  | 1º de janeiro de 2009   | 31 de dezembro de 2012  | Prefeito eleito              |
| 25 | Miguel Alves Jeovani                                                                |        | PR/PMDB               | 1º de janeiro de 2013   | 31 de dezembro de 2016  | Prefeito eleito              |
| 26 | Lívia Soares Bello da Silva, Lívia de Chiquinho                                     |        | PDT                   | 1º de janeiro de 2017   | 31 de dezembro de 2020  | Prefeita eleita              |
| 26 | Lívia Soares Bello da Silva, Lívia de Chiquinho                                     | PP     | 1º de janeiro de 2021 | 31 de dezembro de 2024  | Prefeita reeleita       |                              |
| 27 | Daniela Cuinse Abreu Soares Daniela de Lívia                                        |        | MDB                   | 1º de janeiro de 2025   | Atual                   | Prefeita eleita              |